# Бестрага све
Бестрага све је песма српске хард рок групе Кербер. Објављена је 31. јануара 2021. године као видео сингл.

## О песми
Кербер је објављивањем овог сингла започео обележавање четири деценије постојања и рада. Музику је компоновао Томислав Николић, гитариста групе. Аутор текста је музичар Никола Чутурило Чутура, са којим је Кербер почео да сарађује још 1980-их година. Продуцент је био Дејан Илић Идекиус, а мастеровање звука је радио Крис Атенс из Сједињених Америчких Држава.
Кербер је нумеру снимио у постави: Горан Шепа (вокал), Ненад Минић (гитара), Томислав Николић (гитара), Зоран Мадић (бас-гитара), Бранислав Божиновић (клавијатуре) и Јосип Хартл (бубњеви).
Песма је 27. марта 2021. изабрана за хит недеље на Радио Београду 202, у емисији Хит 202.
Сценарио за спот и причу написао је познати нишки писац фантастике Милош Петковић.